# 四夷星乃
四夷 星乃（しい ほしの、本名：キシ、1901年（明治34年） - 1965年（昭和40年））は、女性日本画家。大正時代から昭和時代に大阪で活動した。

## 来歴
大阪市に生まれる。清水谷高等女学校在学中より北野恒富のもとに出入りし、1920年（大正9年）に卒業後、本格的に師事する。恒富が1914年に結成した画塾「白耀社」において活躍しており、同門の星加雪乃、別役月乃、城田花乃とともに恒富門下の「雪月花星」といわれている。1933年（昭和8年）に結婚。恒富の死後は中村貞以に就く。1943年（昭和18年）に院友となる。院展を中心に出展した。

## 作品
- 「子守の唄」第7回大阪美術展覧会入選
- 「静物」第10回大阪美術展覧会入選
- 「少女」第4回帝展入選
- 「彼岸ごろ」第10回帝展入選
- 「閑日」第11回帝展入選
- 「あざみ」第1回白耀社展出品
- 「椿」第2回白耀社展出品
- 「早春」第3回白耀社展出品
- 「カメラの前」第25回再興院展
- 「K氏の像」春泥会展（福岡県立美術館蔵）
- 「チューリップ」 絹本着色